# Luis Gómez (Fußballspieler, 1994)
Luis Gómez, vollständiger Name Luis Noel Gómez González, (* 19. Juni 1994 in Montevideo) ist ein uruguayischer Fußballspieler.

## Karriere
Der 1,66 Meter große Mittelfeldakteur Gómez steht mindestens seit der Saison 2014/15 im Kader der Profimannschaft von Liverpool Montevideo. In jener Zweitligaspielzeit debütierte er am 13. September 2014 beim 3:0-Auswärtssieg gegen den Club Atlético Torque in der Segunda División, als er von Trainer Alejandro Apud in der 69. Spielminute für Lucas Tamareo eingewechselt wurde. Bis zum Saisonende, an dem sein Verein in die höchste uruguayische Spielklasse aufstieg, absolvierte er fünf Zweitligaspiele. Einen Treffer erzielte er nicht. In der Erstligasaison 2015/16 und darüber hinaus wurde er bislang (Stand: 11. Februar 2017) nicht in der Primera División eingesetzt.